# Macrobrachium hirtimanus
Macrobrachium hirtimanus är en kräftdjursart som först beskrevs av OLIVIER 1811.  Macrobrachium hirtimanus ingår i släktet Macrobrachium och familjen Palaemonidae. Inga underarter finns listade i Catalogue of Life.